# Лопхаринское
Лопхари́нское — упразднённое муниципальное образование со статусом сельского поселения в Шурышкарском районе Ямало-Ненецкого автономного округа Российской Федерации.
Административный центр — село Лопхари.

## История
Статус и границы сельского поселения установлены Законом Ямало-Ненецкого автономного округа от 18 октября 2004 года N 42-ЗАО О наделении статусом, определении административного центра и установлении границ муниципальных образований Шурышкарского района
Упразднено в 2022 году в связи с преобразованием муниципального района в муниципальный округ.

## Население
| 2010 | 2011 | 2012 | 2013 | 2014 | 2015 | 2016 |
| ---- | ---- | ---- | ---- | ---- | ---- | ---- |
| 574  | ↘572 | ↘553 | ↘535 | ↘520 | →520 | ↗530 |
| 2017 | 2018 | 2019 | 2021 |      |      |      |
| ↘524 | ↘510 | ↘505 | ↘469 |      |      |      |

## Населённые пункты
В состав сельского поселения входят 3 населённых пункта:
| № | Населённый пункт | Тип населённого пункта       | Население |
| - | ---------------- | ---------------------------- | --------- |
| 1 | Казым-Мыс        | деревня                      | ↘35       |
| 2 | Лопхари          | село, административный центр | ↘422      |
| 3 | Сангымгорт       | село                         | ↘12       |